# Miíase

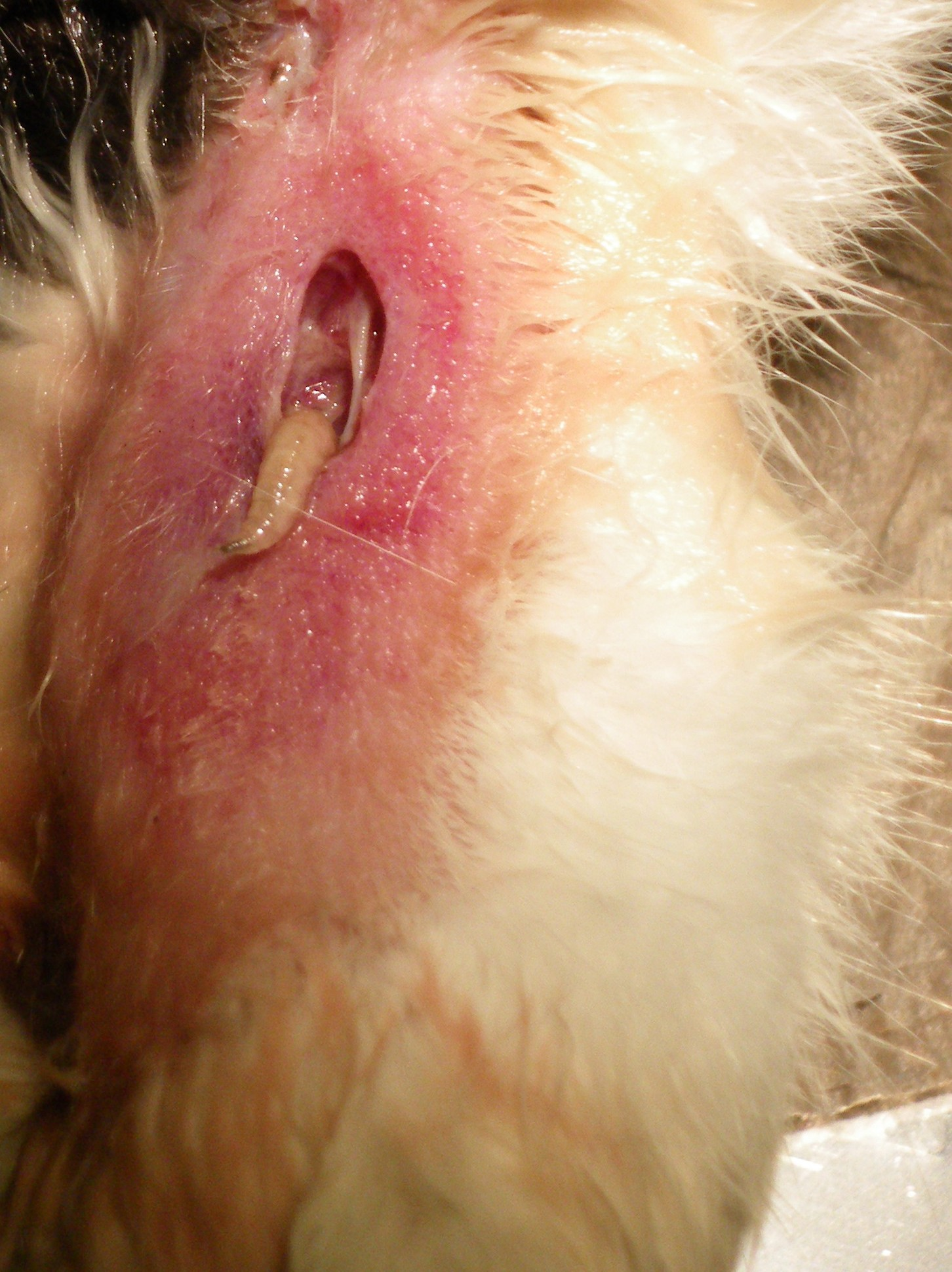
Miíase num gato

Miíase é uma doença produzida pela infestação de larvas de moscas em pele ou outros tecidos de animais.
Essa doença é popularmente conhecida em áreas rurais como "calcanhar de maracujá" e afeta mais a população sem recursos financeiros para tratamento ou de áreas muito isoladas.

## Como ocorre a contaminação
O principal problema que pode dar origem a essa doença é o hábito de andar descalço, dessa forma, há o risco de larvas ou ovos de mosca-varejeira que estão no chão se instalarem em feridas ou pequenos cortes nos pés, dando início a doença. Sendo assim, estar sempre com sapatos também é uma forma de prevenção.

## Classificação

### Miíase primária
Na miíase primária, a mosca invasora hematófaga (como a mosca-varejeira) coloca seus ovos sobre a pele sadia. Eles posteriormente invadem o tecido sadio e se desenvolvem na forma de larvas.
Tal infestação é popularmente conhecida por "bicheira" e pode ser migratória ou furunculoide.

### Miíase secundária
Na miíase secundaria, a mosca, em geral do tipo não parasitário, deposita suas larvas na pele ou mucosas já não sadia, ou seja, que apresenta feridas ou ulcerações. Tais larvas se desenvolvem em virtude da necrose tecidual, visto que os tecidos estão em decomposição.
A miíase secundária pode ser cutânea, cavitária ou intestinal.